# 春風社
有限会社春風社（しゅんぷうしゃ）は、神奈川県横浜市にある出版社。人文・社会科学（特に哲学・文学・教育学・文化人類学）の学術書や教科書を中心に刊行する。

## 沿革
1999年、代表取締役の三浦衛が自宅（横浜市保土ケ谷区御殿山）で社業を開始。現在のスタッフは8名。
2001年に刊行した西村淳『面白南極料理人』は、テレビ・ラジオなどマスコミが取り上げたことにより、大きな反響を呼んだ。その後、2004年に新潮社が文庫化。2009年には、本書を原作とする映画『南極料理人』（監督：沖田修一）が公開。さらに2019年、テレビ大阪制作の連続ドラマ『面白南極料理人』が放映された。
2002年、横浜市西区紅葉ケ丘の横浜市教育会館内へ移転。
2007年、図書目録兼PR誌『春風目録新聞』の発行を開始（年2回発行）。第14号（2014年）から『春風新聞』に改題。
2009年、創業10周年記念パーティーを開催するとともに、社史『出版は風まかせ――おとぼけ社長奮闘記』刊行。
2014年、創業15周年記念パーティー「東北をきく」開催。
2019年、創業20周年記念誌『春風と野（や）』発行。

## 主な出版物
- 『新井奥邃著作集』（全10巻）
- 『妊娠するロボット――1920年代の科学と幻想』吉田司雄・奥山文幸・中沢弥・松中正子・會津信吾・一柳廣孝・安田孝（著）ISBN 4921146632（第37回造本装幀コンクール展入賞）
- 『Beowulf』橋本修一（著）ISBN 4861100607（第41回造本装幀コンクール展入賞）
- 『ダンテ神曲原典読解語源辞典』（全3巻）福島治（著）
- 『わしといたずらキルディーン』マリー女王（著）／長井那智子（訳） ISBN 9784861101533（2012年に『わし姫物語』のタイトルで集英社が文庫化）
- 写真集『九十九里浜』小関与四郎（著） ISBN 4861100127（映画監督の新藤兼人から詩「ありのまま」を寄せられ、巻頭に収録）
- 『コミュニティ事典』伊藤守・小泉秀樹・三本松政之・似田貝香門・橋本和孝・長谷部弘・日髙昭夫・吉原直樹（編） ISBN 9784861105388
- 『都市科学事典』横浜国立大学都市科学部（編）ISBN 9784861107344
- 『オール・アバウト・ラブ――愛をめぐる13の試論』ベル・フックス（著）／宮本敬子・大塚由美子（訳） ISBN 9784861104923
- 横浜市立大学新叢書
- 立教大学人文叢書
- 東洋英和女学院大学社会科学研究叢書
- シリーズ 来たるべき人類学
- シリーズ 幻想と怪奇の英文学

## 所在
〒220-0044　神奈川県横浜市西区紅葉ケ丘53　横浜市教育会館3F